# Вечер
Вижте пояснителната страница за други значения на Вечер.
Вечерта е времето от деня в края на следобеда и началото на нощта, след залез Слънце. Настъпването (и приключването) на вечерта зависи от географската ширина и датата.
По това време често се провеждат социални и семейни дейности. Яденето по това време се нарича вечеря. Тъй като вечерта повечето хора приключват работния си ден, за много хора това е период на отдих и свободно време. Това е най-важното време на деня за телевизията, защото тогава има най-много зрители пред телевизорите.